# Surinam (rzeka)
Surinam w górnym biegu zwana Gran Rio (niderl. Suriname Rivier) – rzeka w Surinamie o długości ok. 480 km.

## Opis
Rzeka przepływająca przez środkowy i wschodni Surinam, której źródła znajdują się na styku pasm Gór Wilhelminy i Eilerts de Haan na Wyżynie Gujańskiej. Surinam ma długość ok. 480 km i uchodzi do Oceanu Atlantyckiego na północ od Paramaribo. Jej głównym dopływem jest Commewijne. Powierzchnia jej zlewni wynosi około 16500 km². Przy ujściu średni przepływ wynosi 440 m³/s, a na jej 273 kilometrze – 224 m³/s.
W górnym biegu (nazywanym Gran Rio) występują liczne bystrza, wodospady i spiętrzenia. W środkowym biegu, na wysokości Afobaki, wybudowano sztuczny zbiornik Brokopondo. Posiada on powierzchnię 1600 km² i jest największym zbiornikiem wodnym w kraju.
Poniżej Afobaki rzeka Surinam płynie przez gęsto zaludnione obszary z aluwialnymi terenami zalewowymi, gdzie prowadzone są uprawy. Największe miejscowości położone nad rzeką to: Brokopondo, Nieuw Amsterdam i Paramaribo.
Surinam to jedyna rzeka w państwie, która jest uregulowana. Do miasta Paramaribo zdatna do żeglugi dla statków morskich. Brzegi rzeki w Paramaribo łączy wybudowany w 2000 roku most im. Jules’a Wijdenboscha (1504 m).
Wody rzeki zamieszkują m.in. przedstawiciele płaszczek słodkowodnych, ukośnikowatych, Chilodontidae, pstrążeniowatych, piraniowatych, smukleniowatych, Aspredinidae, kiryskowatych, Loricariinae, Hypostominae czy Pseudopimelodidae.